# Хьорбю
Хьо̀рбю (на шведски: Hörby) е град в южна Швеция, лен Сконе. Главен административен център на едноименната община Хьорбю. Намира се на около 480 km на югозапад от столицата Стокхолм, на 55 km на изток от Хелсингбори и на 50 km на север от Малмьо. Първите сведения за града датират от 9 век. От 1882 г. е имал жп гара, която по-късно е закрита. Получава статут на търговски град (на шведски шьопинг) през 1900 г. Населението на града е 7085 жители според данни от преброяването през 2010 г.

## Спорт
Хьорбю е известен със своя женски футболен отбор. Негово име е Хьорбю ФФ.